# Guillermo II de Aquitania

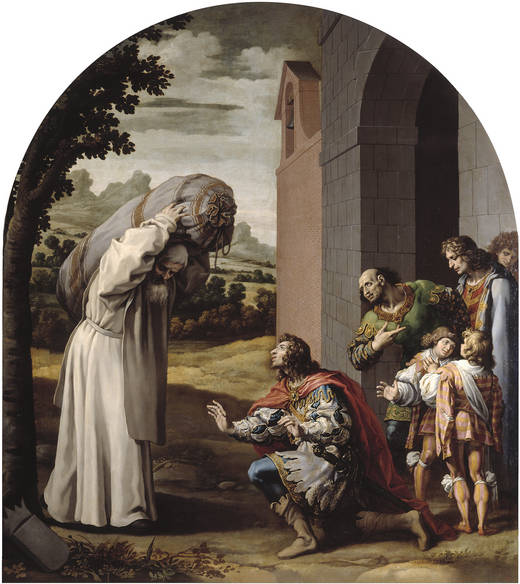
Vicente Carducho. La humildad del conde Guillermo II de Aquitania. 1632

Guillermo II de Aquitania, llamado también Guillermo el Joven fue duque de Aquitania y conde de Auvernia desde el año 918 hasta su muerte acaecida el 12 de diciembre de 926.

## Biografía
Era hijo del conde de Rasez Acfredo I de Carcasona (muerto el 905) y de Adelaida, hija de Bernardo III de Tolosa, y sobrino de Guillermo I de Aquitania.
Tras la muerte de su padre en el año 905, le sucedió en el título de conde de Rasez. En el año 918, tras el fallecimiento de su tío Guillermo I, le sucedió también con los títulos de duque de Aquitania y conde de Auvernia, pertenecientes entonces a la casa de Poitiers.
Al igual que su tío, tuvo que afrontar los desmanes y saqueos producidos por los vikingos del Loira, sin la ayuda del rey de Francia, Carlos III, que en aquellos años debía defender su reino de la amenaza de los magiares.
En 923, tras la elección como rey de Francia del duque de Borgoña Raúl I, en la guerra civil que siguió, se colocó del lado del rey contra el carolingio, Carlos el Simple, que tenía el apoyo del duque de Normandía Hrolf Ganger y del rey de Borgoña Rodolfo II, que no habían aceptado la elección del nuevo rey. En este período el ducado sufrió las incursiones y ataques de vikingos del Loira y los del Sena.
Tras ser capturado Carlos el Simple por el conde Vermandois, Herberto I, el rey de Francia, Rodolfo, invadió Aquitania entre el año 925 y 926, pero no pudo mantener el ataque porque los magiares lo presionaban en la frontera del río Rin y el rey se vio obligado a volver para defender sus territorios. 
Poco después, el 12 de diciembre de 926, murió sin dejar herederos y lo sucedió en los títulos su hermano Alfredo.
| Predecesor: Guillermo I de Aquitania | Duque de Aquitania 918-926 | Sucesor: Alfredo de Aquitania |